# Souk Naamane
Souk Naamane là một đô thị thuộc tỉnh Oum el Bouaghi, Algérie. Dân số thời điểm năm 2002 là 23.018 người.